# Nomi (Ishikawa)
Nomi (能美市 Nomi-shi?) es una ciudad en la prefectura de Ishikawa, Japón, localizada en la parte oeste de la isla de Honshū, en la región de Chūbu. El 1 de diciembre de 2020 tenía una población estimada de 48 860 habitantes y una densidad de población de 581 personas por km².

## Geografía
Nomi se encuentra en el suroeste de la prefectura de Ishikawa y limita con el mar de Japón al este.

## Historia
El área alrededor de Nomi era parte de la antigua provincia de Kaga y contiene numerosas ruinas del período Kofun. El área se convirtió en parte del Dominio Kaga bajo el shogunato Tokugawa en el período Edo. Tras la restauración Meiji, el área se organizó en el distrito de Nomi, Ishikawa. El pueblo de Nomi se estableció el 1 de abril de 1889 y la ciudad moderna el 1 de febrero de 2005, tras la fusión de los pueblos de Neagari, Tatsunokuchi y Terai.

## Demografía
Según los datos del censo japonés, la población de Nomi ha aumentado en los últimos 40 años.
| Gráfica de evolución demográfica de Nomi entre 1960 y 2015 |
|                                                            |
| Oficina de Estadísticas de Japón                           |